# Corpul de Cavalerie austro-ungar (1916-1918)
Corpul de Cavalerie austro-ungar a fost una din marile unități operative ale Armatei Austro-Ungare, participantă la acțiunile militare de pe frontul român, în timpul Primului Război Mondial. În această perioadă, a fost comandat de generalul locotenent Rudolf von Brudermann.  :p. 184